# Grand Junction Railway
Pour les articles homonymes, voir GJR.
Les chemins de fer de Birmingham à Newton appelés aussi Grand Junction Railway ou GJR (en français, Grand Raccordement ferroviaire), lancés par le célèbre homme d'affaires Joseph Locke et ouverts le 4 janvier 1837 sur une longueur de 132 kilomètres ont constitué au milieu du XIXe siècle l'une des premières lignes importantes de chemins de fer en Angleterre. La ligne a été acquise en 1846 par la London and North Western Railway.

## Histoire
Projetée dès 1824, la ligne fut d'abord rejetée en raison de l'opposition des propriétaires fonciers et des propriétaires de canaux des régions traversées. Une pétition présentée au parlement échoua en 1826 et il fallut attendre 1833, après le succès en septembre 1830 de la première ligne commerciale régulière, la Liverpool and Manchester Railway, reliant Liverpool à Manchester, pour que le projet démarre. La ligne rejoignait la Liverpool and Manchester Railway au niveau de la ville de Newton. Liverpool, Manchester et Birmingham, les trois villes industrielles en plein essor à cette époque, étaient ainsi reliées. La mise en place dès le début de l'année 1837 de cette infrastructure de transport de qualité a stimulé la croissance économique mondiale des années 1830 puis la croissance économique mondiale des années 1850.
La Grand Junction Railway avait pour ingénieur chef Joseph Locke, associé au concepteur de locomotives George Stephenson. Son coût moyen de construction au kilomètre, d'environ 400 000 francs de l'époque, est deux fois moins élevé que celui de la Liverpool and Manchester Railway, reliant Liverpool à Manchester.
La Grand Junction Railway n'a pas hésité à encourager le développement de la London and North Union Railway, qui sera dès 1846 son acquéreur, se manifestant plus tôt que prévu en raison de l'appétit des investisseurs déclenché par la Railway mania. En 1840, elle absorbe une autre ligne de chemin de fer proche, la Chester and Crewe Railway juste avant son ouverture au public, tout en investissant dans la Lancaster and Carlisle Railway et dans la Caledonian Railway. Sa fusion de 1845 avec son aînée, la Liverpool and Manchester Railway, lui facilite le rachat de la North Union Railway en association avec une ligne voisine, la Manchester and Leeds Railway. Le tout sera intégré au London and North Western Railway dès 1846, en pleine Railway mania et juste avant le krach de 1847.